# Linfócito T regulador
Os linfócitos T reguladores (linfócitos Treg), anteriormente conhecidas como linfócitos T supressores, são uma subpopulação de linfócitos T que modulam o sistema imunológico, mantêm a tolerância a autoantígenos e previnem doenças autoimunes. Os linfócitos Treg  são imunossupressoras e geralmente suprimem ou regulam negativamente a indução e proliferação de linfócitos T efetores. Os linfócitos Treg  expressam os biomarcadores CD4, FOXP3 e CD25 e acredita-se que sejam derivadas da mesma linhagem dos linfócitos CD4+ virgens.. Como os linfócitos T efetores também expressam CD4 e CD25, os linfócitos  Treg são muito difíceis de distinguir efetivamente dos linfócitos efetores CD4+, tornando-os difíceis de estudar. A pesquisa descobriu que o fator de transformação do crescimento beta de citocina (TGF-β) virgens  e é importante na manutenção da homeostase  dos linfócitos Treg se diferenciarem dos linfócitos CD4+ virgens e é importante na manutenção da homeostase  dos linfócitos Treg